# Taça dos Campeões Europeus de Hóquei em Patins de 1993-94
A Taça dos Campeões Europeus de Hóquei em Patins de 1993-94 foi a 29.ª edição da Taça dos Campeões.
Pela segunda vez consecutiva, o Igualada HC foi campeão da Europa ao vencer o OC Barcelos na final.

## Equipas participantes
| País       | Clube            | Classificação                         |
| ---------- | ---------------- | ------------------------------------- |
| Alemanha   | RSV Weil         | Campeão da Liga Alemã de 1992/93      |
| Áustria    | RHC Villach      | Campeão da Liga Áustriaca de 1992/93  |
| Espanha    | Igualada HC      | Campeão Europeu de 1992/93            |
| Espanha    | Liceo da Coruña  | Campeão da Liga Espanhola de 1992/93  |
| França     | SCRA Saint-Omer  | Campeão da Liga Francesa de 1992/93   |
| Inglaterra | Herne Bay United | Campeão da Liga Inglesa de 1992/93    |
| Itália     | Hockey Novara    | Campeão da Liga Italiana de 1992/93   |
| Portugal   | OC Barcelos      | Campeão da Liga Portuguesa de 1992/93 |
| Suíça      | Genève RHC       | Campeão da Liga Suíça de 1992/93      |

## Jogos

### 1.ª Eliminatória
| Equipa 1         | Total | Equipa 2      | 1.ª Mão | 2.ª Mão |
| ---------------- | ----- | ------------- | ------- | ------- |
| Herne Bay United | 4-44  | Hockey Novara | 1-22    | 3-22    |

### Fase Final
|  | Quartos-de-final | Quartos-de-final | Quartos-de-final | Quartos-de-final |                 |             | Meias-finais | Meias-finais | Meias-finais |  |             | Final | Final | Final |
|  |                  |                  |                  |                  |                 |             |              |              |              |  |             |       |       |       |
|  | 1                | RSV Weil         | 23               | 14               |                 |             |              |              |              |  |             |       |       |       |
|  | 8                | RHC Villach      | 6                | 4                |                 |             |              |              |              |  |             |       |       |       |
|  | 8                | RHC Villach      | 6                | 4                |                 | RSV Weil    | 2            | 6            |              |  |             |       |       |       |
|  |                  |                  |                  |                  |                 | RSV Weil    | 2            | 6            |              |  |             |       |       |       |
|  |                  | OC Barcelos      | 11               | 19               |                 |             |              |              |              |  |             |       |       |       |
|  | 4                | OC Barcelos      | 11               | 19               | Genève RHC      | 4           | 2            |              |              |  |             |       |       |       |
|  | 4                |                  |                  |                  | Genève RHC      | 4           | 2            |              |              |  |             |       |       |       |
|  | 5                | OC Barcelos      | 6                | 13               |                 |             |              |              |              |  |             |       |       |       |
|  | 5                | OC Barcelos      | 6                | 13               |                 |             |              |              |              |  | OC Barcelos | 4     | 3     |       |
|  |                  |                  |                  |                  |                 |             |              |              |              |  | OC Barcelos | 4     | 3     |       |
|  |                  | Igualada HC      | 7                | 2                |                 |             |              |              |              |  |             |       |       |       |
|  | 3                | Igualada HC      | 7                | 2                | SCRA Saint-Omer | 1           | 3            |              |              |  |             |       |       |       |
|  | 3                |                  |                  |                  | SCRA Saint-Omer | 1           | 3            |              |              |  |             |       |       |       |
|  | 6                | Igualada HC      | 12               | 10               |                 |             |              |              |              |  |             |       |       |       |
|  | 6                | Igualada HC      | 12               | 10               |                 | Igualada HC | 6            | 5            |              |  |             |       |       |       |
|  |                  |                  |                  |                  |                 | Igualada HC | 6            | 5            |              |  |             |       |       |       |
|  |                  | Hockey Novara    | 2                | 5                |                 |             |              |              |              |  |             |       |       |       |
|  | 2                | Hockey Novara    | 2                | 5                | Hockey Novara   | 5           | 7            |              |              |  |             |       |       |       |
|  | 2                |                  |                  |                  | Hockey Novara   | 5           | 7            |              |              |  |             |       |       |       |
|  | 7                | Liceo da Coruña  | 2                | 2                |                 |             |              |              |              |  |             |       |       |       |
|  | 7                | Liceo da Coruña  | 2                | 2                |                 |             |              |              |              |  |             |       |       |       |

### Quartos-de-final
| Equipa 1        | Total | Equipa 2        | 1.ª Mão | 2.ª Mão |
| --------------- | ----- | --------------- | ------- | ------- |
| RSV Weil        | 37-10 | RHC Villach     | 23-6    | 14-4    |
| Genève RHC      | 6-19  | OC Barcelos     | 4-6     | 2-13    |
| SCRA Saint-Omer | 4-22  | Igualada HC     | 1-12    | 3-10    |
| Hockey Novara   | 12-4  | Liceo da Coruña | 5-2     | 7-2     |

### Meias-finais
| Equipa 1    | Total | Equipa 2      | 1.ª Mão | 2.ª Mão |
| ----------- | ----- | ------------- | ------- | ------- |
| RSV Weil    | 8-30  | OC Barcelos   | 2-11    | 6-19    |
| Igualada HC | 11-7  | Hockey Novara | 6-2     | 5-5     |

### Final
| Equipa 1    | Total | Equipa 2      | 1.ª Mão | 2.ª Mão |
| ----------- | ----- | ------------- | ------- | ------- |
| OC Barcelos | 7-9   | Hockey Novara | 4-7     | 3-2     |

| Campeão Europeu 1993-94  |
| ------------------------ |
|                          |
| Igualada HC (2.º título) |

### Internacional
- Ligações para todos os sítios de hóquei
- Mundook- Sítio com notícias de todo o mundo do hóquei
- Hoqueipatins.com - Sítio com todos os resultados de Hóquei em Patins